# ティヴォリのエステ家別荘

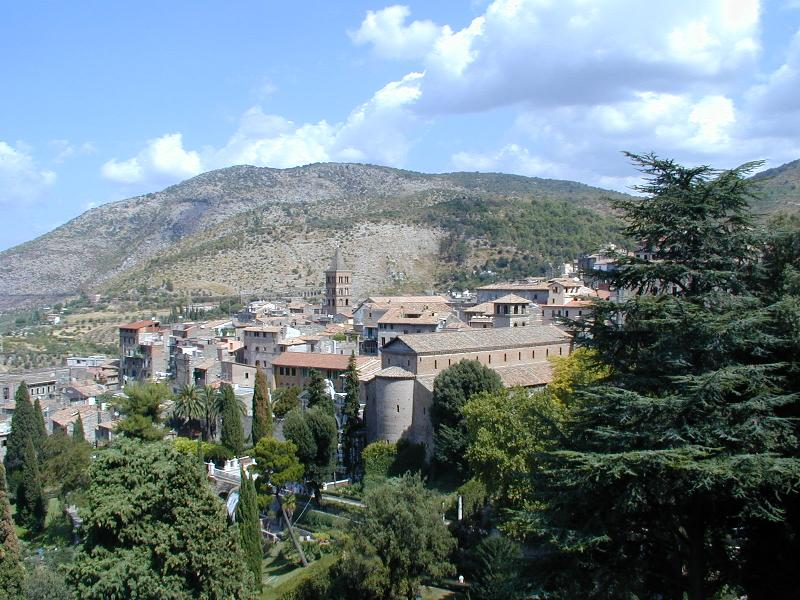
エステ家別荘の景観

ティヴォリのエステ家別荘（ティヴォリのエステけべっそう）は、イタリアのティヴォリにあるエステ家による別邸であり、2001年ユネスコの世界遺産登録物件名。4.5haという広大な敷地の庭園内には、オルガンの噴水、エフェソスのアルテミス（多産の女神）、百噴水など使われているモチーフがギリシャ・ローマ時代の噴水500ほど、築かれている。後期ルネッサンス期の代表的な庭園であり、イタリア一美しい噴水庭園として称えられ、現在に伝わっている。
フランツ・リストのピアノ曲集「巡礼の年第3年」には、この庭園をモチーフに作曲された曲が3曲収められており、中でも《エステ荘の噴水》は壮麗に吹き上げる噴水を表題とした曲として知られている。

## 概要
ティヴォリは、ローマの東約30kmにある丘陵にある町。穏やかな気候と豊かな森に囲まれ古代ローマ時代から上流階級の保養地であった。
16世紀半ば、ランゴバルド人の血統のエステ家の枢機卿イッポーリト2世・デステ(en)（アルフォンソ1世・デステとルクレツィア・ボルジアの子）はローマ教皇の座を巡る争いに敗れて、1550年9月にティヴォリの隠匿生活を決めた。
イッポーリト2世は、ベネディクト会の修道院だった建物を住居として、その周囲に大規模な庭園を作らせた。設計は、ピーロ・リゴーリオ（1500年 - 1583年）で、彼は考古学にも造詣のある人物であった。まず1563年から1565年に斜面をならし、アニオ川から地下水道を別荘内に引き込む工事を行った。1565年ごろから本格的な建築物の工事が始まったが、1572年にイッポーリトが死去した時点でも完成はまだ先のことであった。
その後、イッポーリトの甥にあたるルイージ・デステにより別荘は引き継がれるが、彼の財力では別荘の維持が精一杯であった。1605年に、アレッサンドロ・デステの所有となり、レイアウトの変更など大規模な改修が行われた。1641年以降はモデナの公爵家のもとので続けられた。
18世紀に入ると別荘邸宅は放棄され、荒れ放題となったが、1920年から1930年の間、修復運動が行われるようになった。しかし、1944年の爆撃でさらなる破損を被った。

## オルガンの噴水
高い位置に溜めた水をパイプに通すことで、水が10m以上吹き上がることに成功し、完成当時は噴水史上の革命と云われた。噴水そのものの石造りの部分はフランスの噴水技術者Luc Leclercと彼の甥Claude Venardによって1566年に建設が始まり、1571年に、この噴水はパイプオルガンの自動演奏装置(自動オルガン)の動力となった。この自動演奏装置の考案者はLeclerc Venardであり、この機構は彼の死後に設置されたものである。その仕組みとは、水を高所から螺旋状に落とす事で空気を巻き込んで落下させ、それを水槽の底に叩きつけた際に水と空気を分離し、その水流を自動オルガンの楽譜に当たるオルゴールシリンダーを回す動力とし、空気はオルガンの音を出すための空気としてオルガンの鞴に送る物である。この機構は非常に繊細でメンテナンスや機構内部の清掃などの維持が難しく、17世紀には度々修復が行われたが18世紀には放置され、その後、長期にわたる、建設当時の技術を忠実に再現した新しい部品を使った修復によって2003年に漸く再び音楽を奏でられるようになった。現在は午前10時30分から二時間置きに、1公演4分の演奏が公開されている。(参考:“Villa d'Este, Tivoli (UNESCO/NHK)” (YouTube) (English).  UNESCO (2013年9月20日). 2017年9月2日閲覧。)

## 登録基準
この世界遺産は世界遺産登録基準のうち、以下の条件を満たし、登録された（以下の基準は世界遺産センター公表の登録基準からの翻訳、引用である）。
- (1) 人類の創造的才能を表現する傑作。
- (2) ある期間を通じてまたはある文化圏において、建築、技術、記念碑的芸術、都市計画、景観デザインの発展に関し、人類の価値の重要な交流を示すもの。
- (3) 現存するまたは消滅した文化的伝統または文明の、唯一のまたは少なくとも稀な証拠。
- (4) 人類の歴史上重要な時代を例証する建築様式、建築物群、技術の集積または景観の優れた例。
- (6) 顕著で普遍的な意義を有する出来事、現存する伝統、思想、信仰または芸術的、文学的作品と直接にまたは明白に関連するもの（この基準は他の基準と組み合わせて用いるのが望ましいと世界遺産委員会は考えている）。